# Mali Mihaljevec
Mali Mihaljevec is een plaats in de gemeente Sveti Juraj na Bregu in de Kroatische provincie Međimurje. De plaats telt 454 inwoners (2001).